# Distretto di San Isidro (Lima)
Il distretto di San Isidro è un distretto del Perù che appartiene geograficamente e politicamente alla provincia e dipartimento di Lima ed è situato a sud-ovest della capitale peruviana.
Il distretto fu istituito il 24 aprile 1931, ha una superficie di 11,1 km² e una popolazione che nel 2017 è stata stimata in 60 735 persone, di cui il 57% donne e il 43% uomini.

## Distretti confinanti
Confina a nord con il distretto di Lince, il distretto di La Victoria e il distretto di Jesús María, a sud con il distretto di distretto di Miraflores e il distretto di Surquillo a est con il distretto di San Borja e a ovest con l'oceano Pacifico.

## Festività religiosa

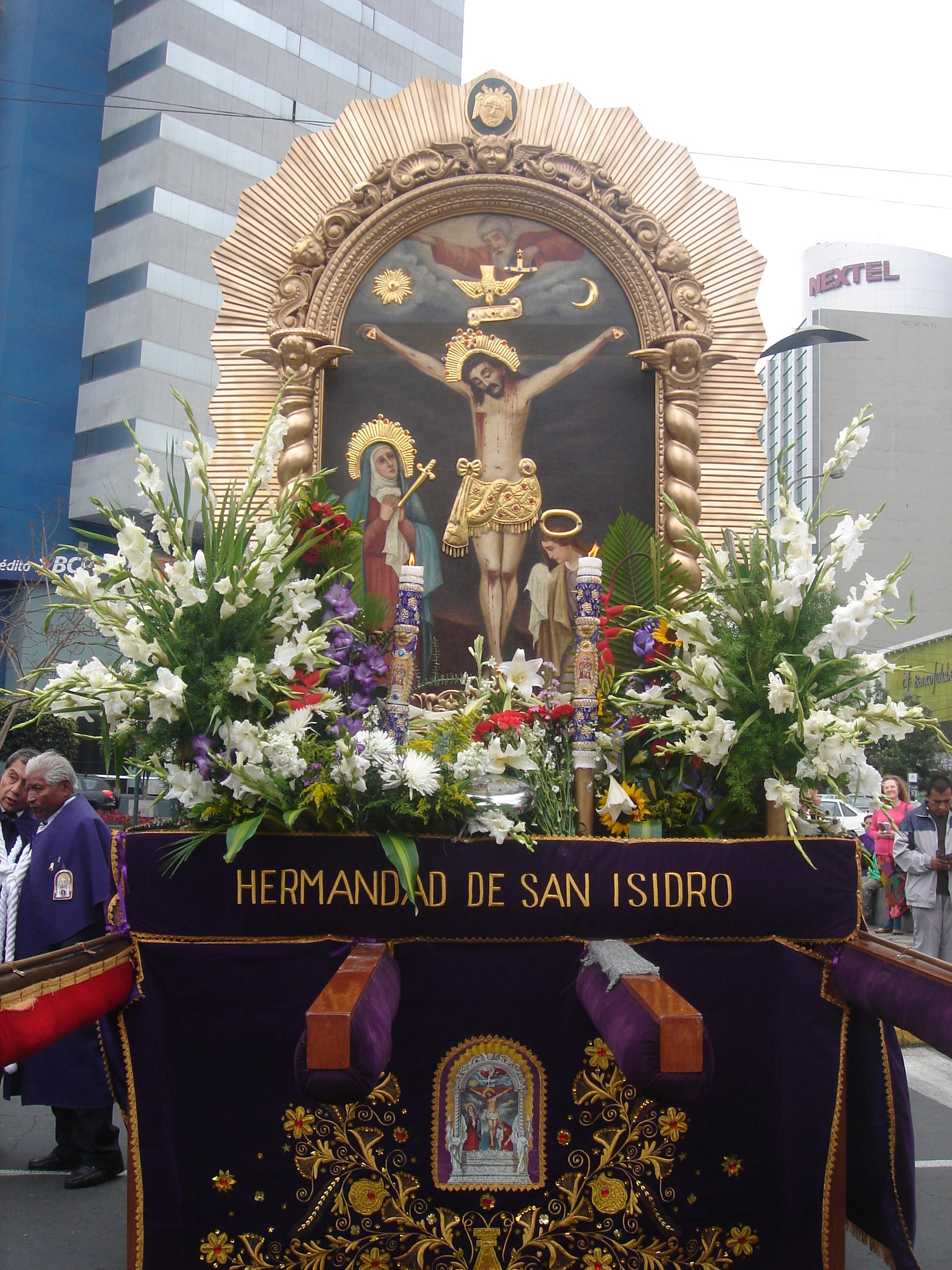
Signore dei Miracoli (2009)

- Novembre: Signore dei Miracoli